# 擬微分作用素
解析学における擬微分作用素（ぎびぶんさようそ、英: pseudo-differential operator）は、微分作用素を一般化するものである。1965 年以降、ラース・ヘルマンダー等により急速に研究されて来た。偏微分方程式論の代表的なテーマの一つであるが、マルコフ過程・ディリクレ形式・ポテンシャル理論との関わりも深い。物理学では量子力学や量子統計力学と関係がある。

## 導入
擬微分作用素は定数係数の線型微分作用素を適当な意味で一般化したものである。この一般化の指針となる基本的な事実をいくつか振り返ろう。
定数係数線型微分作用素
定数係数の線型微分作用素
{\displaystyle P(D):=\sum \nolimits _{\alpha }a_{\alpha }\,D^{\alpha }}
が Rn 上のコンパクト台付き滑らかな函数 u に作用するものとする。この作用素は、フーリエ変換、表象 (symbol) と呼ばれる多項式函数
{\displaystyle P(\xi )=\sum \nolimits _{\alpha }a_{\alpha }\,\xi ^{\alpha }}
による単純な掛け算に、フーリエ逆変換という三者の合成として
なる形に書くことができる。
ここで、{\displaystyle \alpha =(\alpha _{1},\ldots ,\alpha _{n})} は多重指数, {\displaystyle a_{\alpha }} は複素数で
{\displaystyle D^{\alpha }=(-i\partial _{1})^{\alpha _{1}}\cdots (-i\partial _{n})^{\alpha _{n}}}
は逐次偏微分、∂j は j-番目の変数に関する微分という意味である。定数 −i を掛けているのはフーリエ変換の計算の都合である。
偏微分方程式の解の表現
表象 P(ξ) が ξ ∈ Rn の至る所 0 でないとき、偏微分方程式
{\displaystyle P(D)u=f}
を解くには、両辺にフーリエ変換を（形式的に）適用して得られる「代数方程式」
{\displaystyle P(\xi ){\hat {u}}(\xi )={\hat {f}}(\xi )}
の両辺を P(ξ) で割って
{\displaystyle {\hat {u}}(\xi )={\frac {1}{P(\xi )}}{\hat {f}}(\xi )}
とできるから反転公式により、解
{\displaystyle u(x)={\frac {1}{(2\pi )^{n}}}\int e^{ix\xi }{\frac {1}{P(\xi )}}{\hat {f}}(\xi )\,d\xi }
が得られる。
ここでの仮定を確認しておくと:
1. P(D) は「定数」係数の線型微分作用素
2. 表象 P(ξ) は 0 にならない
3. u, ƒ はともにフーリエ変換を持つ

最後の仮定はシュヴァルツ超函数の文脈で考えるならば弱められる。先の二つの仮定も後述するように緩めることができる。
最後の式において f のフーリエ変換を陽に書き下せば
{\displaystyle u(x)={\frac {1}{(2\pi )^{n}}}\iint e^{i(x-y)\xi }{\frac {1}{P(\xi )}}f(y)\,dy\,d\xi }
となり、これは 1/P(ξ) がもはや多項式函数ではなくもっと一般の種類の函数であることを除けば式 (1) と同じ形をしている。
擬微分作用素への拡張
式 (1) を利用して、微分作用素の一般化としての擬微分作用素を導入する。Rn 上の擬微分作用素 P(x,D) とは、函数 u(x) における値が x の函数として
で与えられるものとする。ここで、{\displaystyle {\hat {u}}(\xi )} は u のフーリエ変換であり、被積分函数に現れる表象 P(x,ξ) は適当な表象クラスに属するものとする。
例えば、P(x,ξ) が Rn × Rn 上の無限回微分可能な函数で、任意の多重指数 α, β および x, ξ ∈ Rn に対して
{\displaystyle |\partial _{\xi }^{\alpha }\partial _{x}^{\beta }P(x,\xi )|\leq C_{\alpha ,\beta }\,(1+|\xi |)^{m-|\alpha |}}
となるような適当な定数 Cα,β と適当な実数 m が存在するという性質を持つならば、表象 P(x, ξ) はヘルマンダーの表象クラス Sm
1,0 に属すると言い、対応する作用素 P(x, D) はクラス Ψm
1,0 に属する階数 m の擬微分作用素であるという。

## 定義
以下、{\displaystyle x,\xi } を {\displaystyle R^{n}} の元とし、{\displaystyle (x,\xi )} で {\displaystyle R^{2n}} の元を表す。
任意の多重指標 {\displaystyle \alpha ,\beta } に対し、ある定数 {\displaystyle C_{\alpha ,\beta }} が存在して、次の条件を満たす時、 {\displaystyle C^{\infty }} 関数 {\displaystyle p(x,\xi )} を {\displaystyle S_{\rho ,\delta }^{m}} クラスの表象と言う。但し、{\displaystyle 0\leq \delta \leq \rho \leq 1} かつ {\displaystyle \delta <1} である。
{\displaystyle |\partial _{\xi }^{\alpha }D_{x}^{\beta }p(x,\xi )|\leq C_{\alpha ,\beta }\langle \xi \rangle ^{m+\delta |\beta |-\rho |\alpha |}}
各 {\displaystyle u\in {\mathcal {S}}} に対し、次の線形作用素 {\displaystyle P:{\mathcal {S}}\to {\mathcal {S}}} を（表象 {\displaystyle p} に対する）擬微分作用素と言う。
{\displaystyle Pu(x)=(2\pi )^{-n}\int e^{ix\xi }p(x,\xi ){\hat {u}}(\xi )d\xi }

## 例

### 微分作用素
{\displaystyle m} 次微分作用素
{\displaystyle p(x,D_{x})=\sum _{|\alpha |\leq m}a_{\alpha }(x)D_{x}^{\alpha }\ (a_{\alpha }\in {\mathcal {B}}(\mathbb {R} ^{n}))}
に対し、{\displaystyle m} 次微分多項式 
{\displaystyle p(x,\xi )=\sum _{|\alpha |\leq m}a_{\alpha }(x)\xi ^{\alpha }}
は {\displaystyle {\mathcal {S}}_{1,0}^{m}} に属する。即ち、{\displaystyle m} 次微分作用素は{\displaystyle m} 次微分多項式を表象に持つ擬微分作用素である。

### 熱作用素
熱作用素
{\displaystyle p(x,D_{x})={\frac {\partial }{\partial x_{1}}}-\sum _{2\leq j\leq n}{\frac {\partial ^{2}}{\partial x_{j}^{2}}}}
は
{\displaystyle p(x,\xi )=i\xi _{1}-\sum _{2\leq j\leq n}\xi _{j}^{2}}
を表象に持つ。

### 分数的ラプラシアン
{\displaystyle 0<\alpha \leq 2} とする。
{\displaystyle p(x,\xi )=|\xi |^{\alpha }(=(\sum _{1\leq j\leq n}\xi _{j}^{2})^{\alpha /2})}
とおくと、これを表象に持つ擬微分作用素が存在するが、それは
{\displaystyle p(x,D_{x})=\left[-\sum _{1\leq j\leq n}\left({\frac {\partial }{\partial x_{j}}}\right)^{2}\right]^{\frac {\alpha }{2}}=(-\Delta )^{\frac {\alpha }{2}}}
と表される。これを分数的ラプラシアン (fractional Laplacian) という。

### （1−ラプラシアン）の平方根
{\displaystyle p(x,\xi )={\sqrt {1+\sum _{1\leq j\leq n}\xi _{j}^{2}}}}
は {\displaystyle {\mathcal {S}}_{1,0}^{1}} に属する。これを表象に持つ擬微分作用素は、
{\displaystyle p(x,D_{x})={\sqrt {1-\sum _{1\leq j\leq n}\left({\frac {\partial }{\partial x_{j}}}\right)^{2}}}={\sqrt {1-\Delta }}}
である。これは {\displaystyle 1-\Delta } の平方根に相当するものであり {\displaystyle \Lambda } とも表される。{\displaystyle \Lambda } は偏微分方程式論でよく使われる。

## 性質
滑らかな有界函数係数の m-階線型微分作用素は m-階の擬微分作用素である。
二つの擬微分作用素 P, Q の合成 PQ はふたたび擬微分作用素であり、PQ の表象は P および Q の表象を用いて計算することができる。擬微分作用素の随伴および転置はまた擬微分作用素である。
m-階微分作用素が楕円型かつ可逆ならば、逆作用素もまた −m-階の擬微分作用素で、表象はもとの微分作用素の表象から計算できる。これはつまり、楕円型線形微分方程式は擬微分作用素論を用いて陰に陽に解くことができるということである。
微分作用素が（その振舞いを知るのにある点の近傍での函数の値しか必要としないという意味で）「局所的」であるのに対し、擬微分作用素は「擬局所的」である。これは厳密さをさておけば、シュヴァルツ超函数が滑らかな点においてそれに擬微分作用素を作用させたものは特異点を生まないという意味である。
微分作用素が D = −i(d/dx) を用いて
{\displaystyle p(x,D)}
なる形の D を変数とする多項式 p（つまり表象）で表されるのと同様に、擬微分作用素はより一般の函数のクラスに表象を持つ。しばしば擬微分作用素に関する解析学を、その表象を含む代数的な問題の列に帰着することができる。このことは超局所解析の本質である。

## 擬微分作用素の積分核
写像として見れば、擬微分作用素は積分核によって表すことができる。対角線上の積分核の特異性は、対応する作用素の次数に依存している。実は表象が上記の微分不等式を m ≤ 0 に対して満たすならば、積分核が特異積分核となることが示せる。この積分核は逆境界問題に対する境界条件の特徴付けに利用できる。